# Karen Junqueira
Karen Junqueira Pereira Pinto (Caxambu, 28 de abril de 1983) é uma atriz brasileira.

## Biografia
Mineira de Caxambu, interior de Minas Gerais, Karen Junqueira iniciou sua carreira como modelo, aos quinze anos. Mudou-se para o Rio de Janeiro aos dezessete anos, para tentar a carreira de atriz. Fez o curso de interpretação do Tablado e, paralelo, trabalhava em campanhas publicitárias. Trabalhou durante oito anos como modelo.
Depois de ter feito o teste para o elenco da 13ª temporada da novela adolescente Malhação, a atriz e modelo foi chamada para interpretar a bem-humorada Tuca, uma garota de dezessete anos. A personagem sonha em namorar um skatista, mas não sabe nada a respeito do assunto, usando somente roupas do estilo para chamar a atenção. Em 2008 foi contratada pela Rede Record para trabalhar na novela Caminhos do Coração e permaneceu na segunda temporada, Os Mutantes - Caminhos do Coração, no papel de Fúria. Em 2009 interpretou Gigi Castellamare em Poder Paralelo, telenovela inspirada no livro Honra ou Vendetta.
Em 2012, voltou na Rede Record na novela Máscaras além disso participou da primeira temporada da série Preamar, do canal pago HBO, e em 2013, estreia o filme A Pelada, no qual vive um garçonete lésbica. Em 2013, Karen deixa a Rede Record, para fazer uma pequena participação na novela Em Família da Rede Globo.
Em 2014, interpreta a jornalista Fernanda na novela Império. Em 2016 interpreta a mimada vilã Jéssica na novela Haja Coração, um reboot da novela de sucesso Sassaricando. Em 2017, entra em cartaz em abril com a peça O Que Terá Acontecido a Baby Jane? no papel de Blanche Hudson na fase jovem da personagem. Em seguida faz participação especial nos dias 3 e 4 de junho no espetáculo Beatles Num Céu de Diamantes participando de um número de canto e retorna a televisão na segunda temporada da série Natália do canal Universal com a personagem cômica Vivienny.

## Filmografia

### Televisão
| Ano     | Título                           | Personagem                  | Nota                                     |
| ------- | -------------------------------- | --------------------------- | ---------------------------------------- |
| 2006–07 | Malhação                         | Teresa Lopes Maia (Tuca)    | Temporadas 13–14                         |
| 2007    | Caminhos do Coração              | Fabiana Barbacena (Fúria)   |                                          |
| 2008    | Os Mutantes: Caminhos do Coração | Fabiana Barbacena (Fúria)   |                                          |
| 2009    | Poder Paralelo                   | Regina Castellamare (Gigi)  |                                          |
| 2011    | Sansão e Dalila                  | Taís                        |                                          |
| 2012    | Preamar                          | Paula                       | Episódio: "O Mergulho"                   |
| 2012    | Máscaras                         | Luma Rodrigues Valdez       |                                          |
| 2014    | Em Família                       | Garota de programa          | Episódio: "7 de fevereiro"               |
| 2014    | O Caçador                        | Sandrita                    | Episódio: "16 de maio"                   |
| 2014    | Império                          | Fernanda                    | Episódios: "1 de setembro–28 de outubro" |
| 2015    | Se Eu Fosse Você                 | Ana                         | Episódio: "2 de setembro"                |
| 2015    | O Grande Gonzalez                | Atriz do comercial          | Episódio: "Gonzalez"                     |
| 2016    | Haja Coração                     | Jéssica Albuquerque Brandão |                                          |
| 2018    | Os Suburbanos                    | Soraya                      | Episódio: "Dou-lhe Três"                 |
| 2018    | Natália                          | Vivienny                    | Temporada 2                              |
| 2020    | Chacrinha: A Minissérie          | Rita Cadillac               | Episódio: "3"                            |
| 2021    | Sob Pressão                      | Sofia                       | Episódio: "19 de agosto"                 |
| 2023    | Reis                             | Golda                       | Temporadas: "A Conquista" e "O Pecado"   |

### Cinema
| Ano  | Título                       | Personagem       |
| ---- | ---------------------------- | ---------------- |
| 2011 | A Promessa de Geronimo       | Raquel           |
| 2013 | A Pelada                     | Hanna            |
| 2017 | E o Milagre Aconteceu        | Alexandra Krauss |
| 2018 | Chacrinha: O Velho Guerreiro | Rita Cadillac    |
| ASA  | Se a Vida Começasse Agora    | [ 19 ]           |

## Teatro
| Ano  | Peça                               | Personagem             |
| ---- | ---------------------------------- | ---------------------- |
| 2013 | Rock in Rio: O Musical             | Flora / Britney Spears |
| 2015 | Nine: Um Musical Felliniano        | Claudia Nardi          |
| 2017 | O Que Terá Acontecido a Baby Jane? | Blanche Hudson (jovem) |
| 2017 | Beatles em Céu de Diamante         | Participação especial  |
| 2017 | Se Meu Apartamento Falasse...      | Miss Olsen             |
| 2018 | Senhora dos Afogados               | Moema                  |
| 2018 | Mercado Amorosa                    | Tininha                |